# تمپه

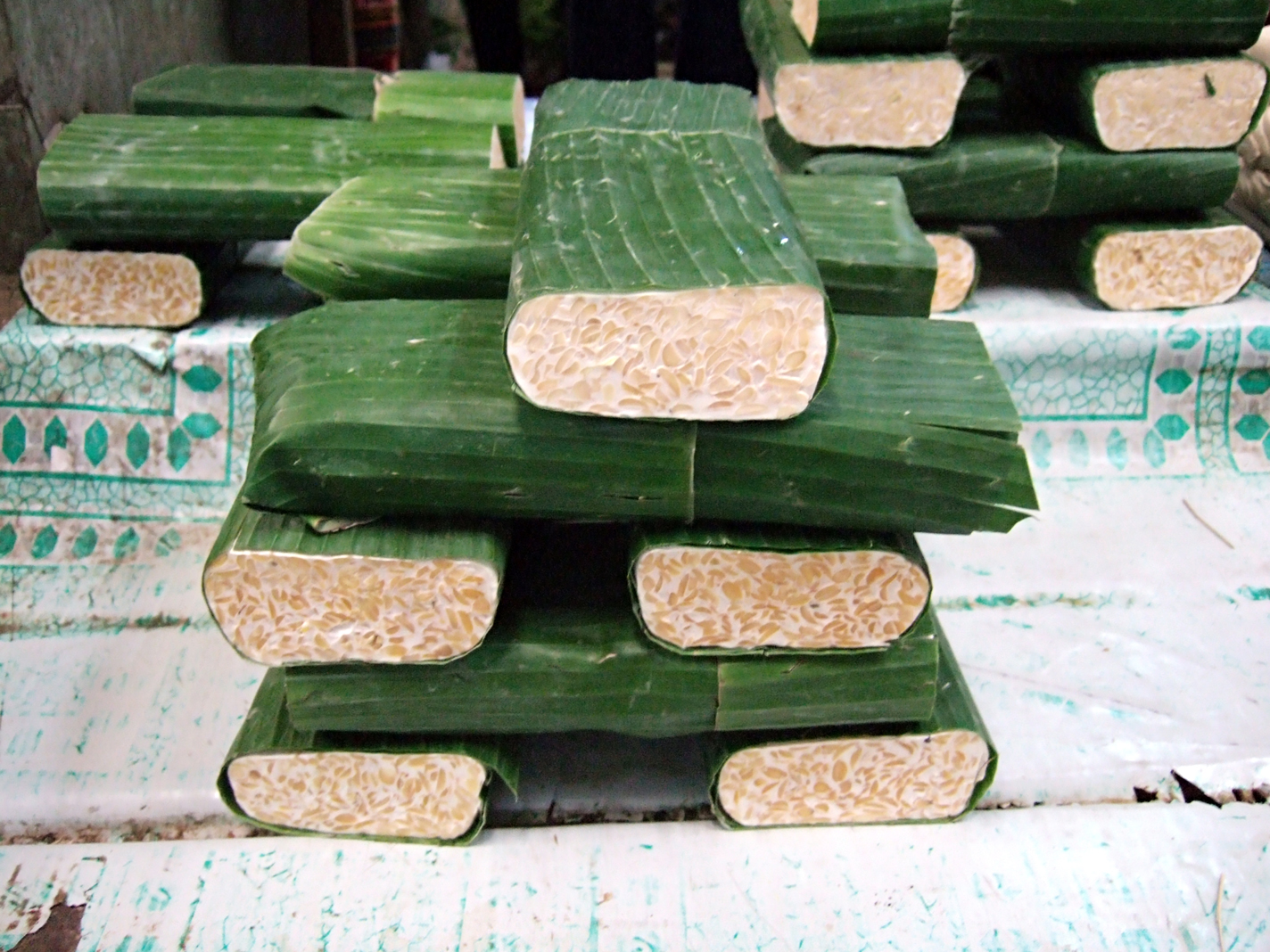
تمپه تازه در بازار جاکارتا، اندونزی که در برگ موز پیچیده شده است.

تمپه یکی از فراورده‌های سنتی سویا است که بیشتر در اندونزی تولید می‌شود. این محصول با کشت طبیعی و فرایند تخمیر کنترل شده سویا در ظاهری شبیه به کیک تولید می‌شود که شباهتی به برگرهای تولید شده برای گیاه‌خواری دارد.
در اندونزی امروز و مخصوصا برای مردم جزیره جاوه تمپه از منابع اصلی پروتئین محسوب می‌شود. همچون توفو، تمپه نیز از دانه سویا تولید می‌شود، اما محصول متفاوتی محسوب شده و خصوصیات کیفیتی و تغذیهای دیگری دارد. فرایند تخمیر تمپه و ایجاد آن از دانه‌های سویا باعث افزایش میزان پروتئین، فیبر غذایی و ویتامین در آن می‌شود. به دلیل ارزش غذایی فراوان، تمپه در سراسر دنیا به عنوان غذای گیاهی مصرف می‌شود. اما برخی به اشتباه تصور می‌کنند که تمپه از محصولات گوشتی است. 